# نادي غوبيو
نادي غوبيو (بالإيطالية: Associazione Sportiva Gubbio 1910)‏ هو نادي كرة قدم إيطالي تأسس عام 1931. ويقع مقر النادي في غوبيو بأومبريا.